# Nothoscordum tarijanum
Nothoscordum tarijanum är en amaryllisväxtart som beskrevs av Pierfelice Ravenna. Nothoscordum tarijanum ingår i släktet vaniljlökar, och familjen amaryllisväxter. Inga underarter finns listade i Catalogue of Life.